# 시아시코탄섬
시아시코탄섬(러시아어: о.Шиашкотан, 일본어: 捨子古丹島 샤스코탄토[*])은 쿠릴 열도의 북부에 위치하는 섬으로, 북동에서 남서로 길이 약 25킬로미터, 최대폭 9킬로미터, 최소폭 900미터 이상의 긴 화산섬이다. 세베르기나 해협을 사이에 하림코탄섬이, 남서쪽 약 9킬로미터에 스칼리오부시키 바위를 사이에 두어서 각각 인접하고, 또 예카르마 해협을 사이에 두고서 약 5km에는 예카르마섬이 있다.
섬의 북부에는 934미터의 시나르카산이 있다.

## 같이 보기
- 러시아의 섬 목록